# Isabella d'Inghilterra
Isabella d'Inghilterra (Gloucester, 1214 – Foggia, 1º dicembre 1241) è stata imperatrice del Sacro Romano Impero e regina consorte di Sicilia.

## Biografia
Isabella era la quarta figlia, e seconda figlia femmina, di Giovanni Senzaterra, e della sua seconda moglie, Isabella d'Angoulême. La sua data di nascita esatta è sconosciuta e l'anno è calcolato in base al fatto che Matteo Paris riferì che la principessa si sposò all'età di 21 anni. Quando nacque Isabella, il matrimonio dei suoi genitori aveva già iniziato a sgretolarsi e la principessa trascorreva la maggior parte del tempo con sua madre. Dopo la morte del padre nel 1216, Isabella rimase sotto la piena tutela di sua madre e rimase con lei fino al 1220, quando sua madre si risposò e lasciò la corte inglese.
La principessa fu allevata fin dalla tenera età dalla "infermiera e governante" Margaret Biset, che ricevette per i suoi servigi dal 1219, per ordine del fratello, Enrico III, un penny al giorno "dalle mani del visconte Hereford"; rimase nella casa di Isabella e la accompagnò in Germania sedici anni dopo, quando la principessa si sposò. Anche i servizi del resto dei servi della principessa (cuoco, stalliere e altri) erano pagati dal fratello, e per suo ordine, quando alcuni servi di Isabella si ritiravano dal suo servizio, ricevevano una generosa pensione. I primi anni della vita di Isabella furono trascorsi nel castello di Gloucester. In seguito, quando terminarono i problemi che accompagnarono i primi anni di regno del fratello, fu portata a corte, dapprima situata a Woodstock e poi a Westminster. Di tanto in tanto, la principessa con la sua famiglia visitava altre residenze reali: Winchester, Marlborough, Northampton, York e tante altre.

## Matrimonio
Nel 1225 ci furono trattative per un matrimonio con il re Enrico VII di Germania (che dieci anni dopo divenne figliastro di Isabella) e poi al re Luigi IX di Francia.
Una volta cresciuta, Isabella amava stare lontano dai fasti della corte. Nel novembre 1229, con il permesso del fratello, partì per il castello di Marlborough, che divenne la sua residenza; in quel momento, la ricostruzione del castello era in fase di completamento e il re ordinò al conestabile del castello di consentire a sua sorella di scegliere l'alloggio che desiderava. Il rapporto tra fratello e sorella era molto caloroso, e il re visitò Isabella diverse volte.
Nel 1234 Isabella lasciò l'isolamento e si stabilì nella Torre di Londra. Nel novembre Federico II, due volte vedovo, imperatore del Sacro Romano Impero, in un incontro amichevole a Rieti, ricevette il consiglio di papa Gregorio IX di chiedere la mano di Isabella, e nel febbraio 1235 inviò un ambasciatore alla corte inglese guidata dal suo cancelliere Pietro della Vigna. Il matrimonio di Isabella e dell'imperatore Federico II aveva lo scopo di rafforzare l'alleanza politica dell'Inghilterra e del Sacro Romano Impero contro la Francia. Dopo tre giorni di discussioni, il re acconsentì al matrimonio; Isabella fu portata dai suoi alloggi nella Torre al Palazzo di Westminster, dove incontrò gli ambasciatori, che "la dichiararono la più degna delle spose imperiali", le misero al dito un anello nuziale e la salutarono come loro Imperatrice.
Il 22 febbraio 1235 fu firmato un accordo, secondo il quale Enrico III forniva alla sorella una dote di 30.000 marchi (importo richiesto dall'imperatore per finanziare le sue guerre nel nord Italia), che doveva essere pagato entro due anni, e come regalo di nozze le diede tutti gli utensili necessari, gioielli, cavalli e ricchi vestiti, tutti realizzati secondo l'ultima moda tedesca; inoltre, la principessa ricevette dall'imperatore, in qualità di regina di Sicilia e imperatrice del Sacro Romano Impero, il possesso delle terre a lei spettanti. Il 27 febbraio entrambe le parti firmarono il contratto di matrimonio: il matrimonio della principessa inglese con l'imperatore del Sacro Romano Impero fu accolto con entusiasmo sia dal re Enrico III che dal popolo, sebbene quest'ultimo fosse molto deluso dall'enorme "aiuto" richiestogli in questa occasione: il re dovette imporre una tassa impopolare di due marchi d'argento per permettersi la dote di Isabella.
All'inizio di maggio 1235, l'arcivescovo Heinrich I von Müllenark e il duca Enrico I di Brabante arrivarono in Inghilterra per portare la sposa nella sua nuova patria; Isabella partì da Londra il 7 maggio sotto la cura e la tutela del vescovo di Exeter, William Briwere. I fratelli della principessa l'accompagnarono da Canterbury a Sandwich, da dove Isabella salpò l'11 maggio; quattro giorni dopo sbarcarono ad Anversa. Prima della partenza di Isabella dall'Inghilterra, gli ambasciatori dell'imperatore giurarono al re Enrico III che se l'imperatore fosse morto prima che il matrimonio con la principessa potesse essere consumato, sarebbe tornata a casa senza ostacoli e in completa sicurezza. Si vociferava che durante il tragitto i nemici dell'imperatore, alleati del re di Francia, tentassero di rapire Isabella, ma la scorta fornita dall'imperatore riuscì a proteggerla. Al suo arrivo a Colonia Isabella soggiornò presso la casa del prevosto di San Gereone, dove la principessa dovette trascorrere sei settimane, mentre l'imperatore era in guerra con il proprio figlio.
Le fonti sono in contrasto con la questione di Isabella, incluso il numero di figli che aveva, i loro nomi e il loro ordine di nascita. Quello che si sa per certo è che Isabella ebbe almeno quattro figli:
- Giordano (nato e morto nel 1236)[18];
- Agnese (nata e morta nel 1237);
- Enrico detto Carlotto, (18 febbraio 1238-1254);
- Margherita (1 dicembre 1241-8 agosto 1270), sposò Alberto, landgravio di Meißen;

### Imperatrice
Dopo un'attesa di sei settimane, l'imperatore Federico II convocò la sua sposa a Worms, dove ebbe luogo il loro matrimonio ufficiale e Isabella fu incoronata nella cattedrale di Worms dall'arcivescovo Sigfrido III di Magonza. I festeggiamenti nuziali duravano quattro giorni e, come si dice, vi partecipavano "quattro re, undici duchi, conti e margravi, trenta o meno prelati e nobili minori". Il 14 agosto l'imperatore Federico II convocò un'assemblea alla quale furono invitati rappresentanti di tutto l'Impero dove incontrarono la nuova imperatrice e le portarono le loro congratulazioni. Isabella (o Elisabetta, come la chiamavano alcuni sudditi di suo marito) sembra essere stata una donna molto dignitosa e bella. Federico era felicissimo della nuova moglie, ma subito dopo il matrimonio si sbarazzò dell'entourage inglese di Isabella "di entrambi i sessi", lasciando con lei solo la sua governante Margaret Biset e una domestica, e la trasferì in isolamento a Haguenau, dove la coppia trascorse la maggior parte dell'inverno. In precedenza, l'ambasciatore inglese, arrivato con Isabella, partì per la loro patria; portarono doni al loro re dall'imperatore, tra i quali c'erano tre leopardi viventi, animali raffigurati sullo stemma del re inglese.
Subito dopo il matrimonio, l'imperatore Federico II fu costretto a lasciare la moglie alle cure del figlio Corrado. All'inizio del 1236 Isabella e suo marito visitarono Ravenna; parte dell'anno la coppia imperiale trascorreva in Italia, dopodiché tornò in Germania. Isabella continuò a mantenere una relazione con suo fratello: mantennero una corrispondenza regolare, in cui comunicavano nel modo più caloroso consentito dalla rigida etichetta. Una calorosa corrispondenza con il re inglese fu intrapresa dallo stesso imperatore, ma il nome della moglie veniva menzionato in queste lettere occasionalmente e solo per questioni politiche. A luglio l'imperatore si stava preparando per una campagna militare e fu costretto a lasciare la moglie in Germania per quasi un anno.
Nel giorno di San Michele, l'imperatore Federico II tornò in Lombardia, dove convocò sua moglie e dove trascorse con lei l'inverno. Nel settembre 1238 l'imperatore mandò la moglie ad Andria, dove Isabella rimase fino a dicembre, quando l'arcivescovo di Palermo la riaccompagnò in Lombardia. All'inizio del 1239 Isabella trascorse un periodo a Noventa Padovana mentre il marito era a Padova; nel febbraio 1240 tornò nell'Italia meridionale, dove presto arrivò l'imperatore. L'imperatore Federico II, a quanto pare, rispettava e amava sua moglie, ma in un modo abbastanza strano: si prendeva cura della sua sicurezza e la circondava di lusso e splendore, ma tenendosi a distanza da sé e in compagnia del suo "harem", che comprendeva donne provenienti dall'Arabia; inoltre, James Panton scrisse che all'imperatrice era proibito comunicare con tutti gli uomini, ad eccezione degli eunuchi neri intorno a lei. Il fratello di Isabella, il re Enrico III, si lamentò del fatto che a sua sorella non fosse mai stato permesso di "indossare la sua corona" pubblicamente o di apparire come imperatrice alle riunioni pubbliche. Nel 1241, quando il suo secondo fratello, Riccardo di Cornovaglia, andò a visitare Federico di ritorno dalla Terra santa, solo “dopo pochi giorni” poté “col permesso dell'imperatore e di sua spontanea volontà” visitare le stanze della sorella. Federico non permise a Isabella di incontrare il fratello a corte.

## Morte
Isabella morì di parto a Foggia nel 1241. Alison Weir data la morte di Isabella tra l'1 e il 6 dicembre. Mentre Kate Norgate e Mary Anne Everett Green credono che sia morta il 1º dicembre. Federico II al momento della morte della moglie si trovava a Faenza, e le ultime parole di Isabella erano una richiesta al marito di continuare a intrattenere rapporti amichevoli con il fratello, il re Enrico III. Isabella fu sepolta con tutti gli onori nella Cattedrale di Andria, accanto alla precedente moglie di Federico, la regina Isabella II di Gerusalemme.

## Ascendenza
|                         |                          |                          | Genitori                            |  |  | Nonni |  |  | Bisnonni           |  |  | Trisnonni       |  |
|                         |                          |                          |                                     |  |  |       |  |  | Goffredo V d'Angiò |  |  | Folco V d'Angiò |  |
|                         |                          |                          |                                     |  |  |       |  |  | Goffredo V d'Angiò |  |  | Folco V d'Angiò |  |
|                         |                          | Eremburga del Maine      |                                     |  |  |       |  |  | Goffredo V d'Angiò |  |  |                 |  |
| Enrico II d'Inghilterra |                          |                          |                                     |  |  |       |  |  | Goffredo V d'Angiò |  |  |                 |  |
|                         |                          | Matilde d'Inghilterra    | Enrico I d'Inghilterra              |  |  |       |  |  |                    |  |  |                 |  |
|                         |                          | Matilde d'Inghilterra    | Enrico I d'Inghilterra              |  |  |       |  |  |                    |  |  |                 |  |
|                         |                          | Matilde d'Inghilterra    | Matilde di Scozia                   |  |  |       |  |  |                    |  |  |                 |  |
| Giovanni d'Inghilterra  |                          | Matilde d'Inghilterra    |                                     |  |  |       |  |  |                    |  |  |                 |  |
|                         |                          | Guglielmo X di Aquitania | Guglielmo IX d'Aquitania            |  |  |       |  |  |                    |  |  |                 |  |
|                         |                          | Guglielmo X di Aquitania | Guglielmo IX d'Aquitania            |  |  |       |  |  |                    |  |  |                 |  |
|                         |                          | Guglielmo X di Aquitania | Filippa di Tolosa                   |  |  |       |  |  |                    |  |  |                 |  |
| Eleonora d'Aquitania    |                          | Guglielmo X di Aquitania |                                     |  |  |       |  |  |                    |  |  |                 |  |
|                         |                          | Aénor di Châtellerault   | Aimery I, Visconte di Châtellerault |  |  |       |  |  |                    |  |  |                 |  |
|                         |                          | Aénor di Châtellerault   | Aimery I, Visconte di Châtellerault |  |  |       |  |  |                    |  |  |                 |  |
|                         |                          | Aénor di Châtellerault   | Dangereuse de l'Isle Bouchard       |  |  |       |  |  |                    |  |  |                 |  |
| Isabella d'Inghilterra  |                          | Aénor di Châtellerault   |                                     |  |  |       |  |  |                    |  |  |                 |  |
|                         | Guglielmo VI d'Angoulême | Vulgrin II d'Angoulême   |                                     |  |  |       |  |  |                    |  |  |                 |  |
|                         | Guglielmo VI d'Angoulême | Vulgrin II d'Angoulême   |                                     |  |  |       |  |  |                    |  |  |                 |  |
|                         | Guglielmo VI d'Angoulême | Panica de la Marche      |                                     |  |  |       |  |  |                    |  |  |                 |  |
| Ademaro III d'Angoulême | Guglielmo VI d'Angoulême |                          |                                     |  |  |       |  |  |                    |  |  |                 |  |
|                         |                          | Margherita di Turenne    | Raymond I, Visconte di Turenne      |  |  |       |  |  |                    |  |  |                 |  |
|                         |                          | Margherita di Turenne    | Raymond I, Visconte di Turenne      |  |  |       |  |  |                    |  |  |                 |  |
|                         |                          | Margherita di Turenne    | Matilda de la Perche                |  |  |       |  |  |                    |  |  |                 |  |
| Isabella d'Angoulême    |                          | Margherita di Turenne    |                                     |  |  |       |  |  |                    |  |  |                 |  |
|                         |                          | Pietro I di Courtenay    | Luigi VI di Francia                 |  |  |       |  |  |                    |  |  |                 |  |
|                         |                          | Pietro I di Courtenay    | Luigi VI di Francia                 |  |  |       |  |  |                    |  |  |                 |  |
|                         |                          | Pietro I di Courtenay    | Adelaide di Savoia                  |  |  |       |  |  |                    |  |  |                 |  |
| Alice di Courtenay      |                          | Pietro I di Courtenay    |                                     |  |  |       |  |  |                    |  |  |                 |  |
|                         |                          | Elisabetta di Courtenay  | Rinaldo di Courtenay                |  |  |       |  |  |                    |  |  |                 |  |
|                         |                          | Elisabetta di Courtenay  | Rinaldo di Courtenay                |  |  |       |  |  |                    |  |  |                 |  |
|                         |                          | Elisabetta di Courtenay  | Helvise di Donjon                   |  |  |       |  |  |                    |  |  |                 |  |
|                         |                          | Elisabetta di Courtenay  |                                     |  |  |       |  |  |                    |  |  |                 |  |